# Limbach (Saksonia)
Limbach – gmina w Niemczech, w kraju związkowym Saksonia, w okręgu administracyjnym Chemnitz, w powiecie Vogtland, wchodzi w skład wspólnoty administracyjnej Netzschkau-Limbach.